# Christian Friedrich Weichmann
Christian Friedrich Weichmann (* 24. August 1698 in Harburg; † 4. August 1770 in Wolfenbüttel) war ein deutscher Jurist, Publizist und Dichter.

## Leben und Wirken
Christian Friedrich Weichmann studierte Rechtswissenschaft und Philologie in Halle. Anfang der 1720er Jahre ging er nach Hamburg, wo er mit Barthold Heinrich Brockes sowie anderen Lyrikern freundschaftlich verkehrte und Mitglied der ersten Hamburgischen Patriotischen Gesellschaft wurde. Von 1722 bis 1725 war er Redakteur der Gelehrten Nachrichten und von 1724 bis 1728 Redakteur der Zeitschrift  Der Patriot. Im Jahr 1728 trat er im Anschluss an eine Englandreise in die Dienste des Herzogs  Ludwig Rudolf. Nach einer kurzen Zeit in Blankenburg wurde er Anfang der 1730er Jahre nach Wolfenbüttel entsandt. Hier wirkte er zunächst als Geheimsekretär, dann ab 1734 als Hofrat und später als Geheimer Justizrat. Im Nebenamt war er ab 1737 zugleich Konsistorialrat.
In jungen Jahren machte sich Weichmann vor allem als Herausgeber der bedeutenden Gedichtsammlung Poesie der Nieder-Sachsen verdient. Er selbst war Herausgeber und Mitautor der ersten drei Bände, die 1721, 1723 und 1726 erschienen. Die drei letzten Bände gab Johann Peter Kohl heraus. Die Sammlung enthält zahlreiche bis dahin unveröffentlichte Gedichte norddeutscher Dichter, z. B. von Michael Richey und Barthold Heinrich Brockes. Sie leistete einen wesentlichen Beitrag zur Überlieferung und zum Selbstverständnis der norddeutschen Lyrik. Bekannt wurde Weichmann auch als Herausgeber von Werken Brockes und Christian Heinrich Postels. Dem Verfasser der Wertheimer Bibelübersetzung, Johann Lorenz Schmidt, half er bei dessen Flucht nach Wolfenbüttel.
Weichmann erhielt mehrere Ehrungen. So nahm ihn die Londoner Royal Society während seiner Englandreise im Jahr 1728 als Mitglied auf; die Universität Oxford verlieh ihm den Bachelor. In der Bodleian Library wurde sein von Balthasar Denner gemaltes Portraitbild aufgehängt. 1754 ernannte ihn die Deutsche Gesellschaft zu Göttingen zum Ehrenmitglied. Seit 1734 war er auswärtiges Mitglied der Königlich Preußischen Sozietät der Wissenschaften.

## Schriften
- Poesie der Niedersachsen, oder, Allerhand, Mehrentheils noch nie gedruckte Gedichte von den berühmtesten Nieder-Sachsen, sonderlich einigen ansehnlichen Mit-Gliedern der vormals in Hamburg blühenden Teutsch-übenden Gesellschaft. Band 1–3. Kiszner, Hamburg 1721–1726.
  - Nachdruck: Harrassowitz, Wiesbaden 1983
  - Digitalisate:
    - C. F. Weichmanns Poesie der Nieder-Sachsen, oder allerhand, mehrenteils noch nie gedruckte Gedichte von den berühmtesten Nieder-Sachsen [...]. Hamburg 1725 (Google, Bayerische Staatsbibliothek)
    - C. F. Weichmanns Poesie der Nieder-Sachsen. Zweyter Theil. Hamburg 1723 (Google); Hamburg 1732 (Bayerische Staatsbibliothek)
    - C. F. Weichmanns Poesie der Nieder-Sachsen. Dritter Theil. Hamburg 1726 (Google, Bayerische Staatsbibliothek)
    - Hrn. Hof-Raht Weichmanns Poesie der Nieder-Sachsen, durch den Vierten Theil fortgesetzet, [...] herausgegeben von J. P. Kohl. Hamburg 1732 (Google, Bayerische Staatsbibliothek)
    - Hrn. Hof-Raht Weichmanns Poesie der Nieder-Sachsen, durch den Fünften Theil fortgesetzet, [...] herausgegeben von J. P. Kohlen. Hamburg 1738 (Google, Bayerische Staatsbibliothek)
    - Hrn. Hof-Raht Weichmanns Poesie der Nieder-Sachsen, bis auf gegenwärtigen Sechsten und zugleich letzten Theil fortgesetzet, [...] herausgegeben von J. P. Kohlen. Hamburg 1738 (Google, Bayerische Staatsbibliothek)
- Geschichte vom adligen Studenten. In: Der Patriot. 1725. (Online-Ausgabe)